# Сауд Карірі
Сауд Карірі (араб. سعود علي كريري‎‎, нар. 3 липня 1980, Джизан, Саудівська Аравія) — саудівський футболіст, півзахисник клубу «Аль-Шабаб». Виступав за національну збірну Саудівської Аравії.

## Клубна кар'єра
У дорослому футболі дебютував 2000 року виступами за команду клубу «Аль-Кадісія», в якій провів три сезони.
Своєю грою за цю команду привернув увагу представників тренерського штабу клубу «Аль-Іттіхад», до складу якого приєднався 2004 року. Відіграв за саудівську команду наступні десять сезонів своєї ігрової кар'єри.
Протягом 2014—2016 років захищав кольори команди клубу «Аль-Гіляль».
До складу клубу «Аль-Шабаб» приєднався 2016 року. Станом на 3 травня 2017 відіграв за саудівську команду 21 матч в національному чемпіонаті.

## Виступи за збірну
2001 року дебютував в офіційних матчах у складі національної збірної Саудівської Аравії.
У складі збірної був учасником кубка Азії з футболу 2004 року в Китаї, чемпіонату світу 2006 року в Німеччині, кубка Азії з футболу 2007 року в чотирьох країнах відразу, де разом з командою здобув «срібло», кубка Азії з футболу 2011 року в Катарі, кубка Азії з футболу 2015 року в Австралії.

## Титули і досягнення
- Чемпіон Саудівської Аравії (2):

«Аль-Іттіхад»: 2006-07, 2008-09
- Володар Королівського кубка Саудівської Аравії (3):

«Аль-Іттіхад»: 2009-10, 2012-13
«Аль-Гіляль»: 2014-15
- Володар Кубка наслідного принца Саудівської Аравії (2):

«Аль-Іттіхад»: 2003-04
«Аль-Гіляль»: 2015-16
- Володар Суперкубка Саудівської Аравії (1):

«Аль-Гіляль»: 2015
- Переможець Ліги чемпіонів АФК (2):

«Аль-Іттіхад»: 2004, 2005
- Володар Кубка арабських чемпіонів (1):

«Аль-Іттіхад»: 2004-05
Збірні
- Переможець Кубка арабських націй: 2002
- Переможець Кубка націй Перської затоки: 2003
- Срібний призер Кубка Азії: 2007